# Edu Gatell
Eduard Gatell Sanz (nacido en Tarrasa, 17 de marzo de 1989) es un jugador de baloncesto español. Tiene una altura de 2,06 metros y su posición es la de pívot. 

## Biografía
Comenzó a jugar a baloncesto en las categorías inferiores del Sant Josep Girona. Tras completar su último júnior pasó a formar parte del Adepaf Figueres en liga provincial, donde destacó y fue clave para que el conjunto del Alto Ampurdá consiguiese durante dos temporadas consecutivas la Copa Cataluña. En la temporada 2010/11 da su salto a la liga EBA en Mahón fichando por el CD Alcázar donde tras una complicada temporada en lo colectivo regresaba a su club de origen donde compaginó el equipo de EBA con el primer equipo, llegando incluso a debutar esa misma campaña en la Adecco Oro de la mano de Žan Tabak. 
En busca de minutos y de seguir creciendo en la 2012/13 recala en el conjunto EBA del Leyma Natura y tras promediar más de 15 puntos y 8 rebotes con los gallegos a mitad de temporada firmaba por el Peñas Huesca de Adecco Oro, donde jugó durante temporada y media. En el conjunto oscense se convirtió en un jugador de equipo y clave en defensa, además de un fijo en las rotaciones de Quim Costa, alcanzando por dos ocasiones consecutivas los Playoffs de ascenso. En su última campaña en Huesca, promedió cinco puntos, cinco rebotes y más de un tapón por noche.
En 2014, se une al Club Melilla Baloncesto de la Liga LEB Oro, donde jugaría durante 3 temporadas, consiguiendo el ascenso a la ACB, pero sin poder subir debido a que el equipo azulino no reunía los requisitos para jugar en ACB. En su última campaña promedió 6.9 puntos y 4.1 rebotes.  
En 2017, firma por el TAU Castelló de la Liga LEB Oro, en el que jugaría durante otras 3 temporadas. En la primera de ellas, 2017/18, logró los mejores números de su carrera: 10.8 puntos y 6.8 rebotes.en casi 21 minutos por encuentro, si bien no completó la temporada debido a una grave lesión sufrida en el mes de abril. En las siguientes campañas, 2018-19 y 2019-20, disputa un total de 31 encuentros promediando un acumulado de 5 puntos y 4.8 rebotes. 
Firma con Palencia Baloncesto para disputar la campaña 2020/21, pero en febrero se desvincula del club para firmar por el Covirán Granada. Termina la temporada con el equipo nazarí promediando 3.9 puntos y 4.1 rebotes en algo menos de 13 minutos de media por partido, sin poder disputar los playoffs de ascenso debido a una lesión.
El 3 de julio de 2022, tras desvincularse del Covirán Granada con el que logra el ascenso a la Liga Endesa, se compromete con el HLA Alicante de la Liga LEB Oro, para disputar la temporada 2022-23.En dicha temporada disputa 37 partidos en los que promedia 22.2 minutos, 7.9 puntos y 6.5 rebotes, continuando en el club alicantino en la campaña 2023-24 en la que registra 3.3 puntos, 4.2 rebotes y 15.1 minutos de media en los 27 encuentros en los que participó.
En julio de 2024 firma con el Cáceres Patrimonio de la Humanidad, club de Segunda FEB (anteriormente denominada LEB Plata). En esta temporada 2024/25 disputó 25 partidos en los que acreditó medias de 6.9 puntos, 6.4 rebotes y 1.3 tapones.

## Trayectoria deportiva
- Sant Josep Girona (2006- 2007)
- Adepaf Figueres (2007-2010)
- CD Alcázar (2010-2011)
- CB Sant Josep Girona (2011-2012)
- Club Basquet Coruña (2012)
- Club Baloncesto Peñas Huesca (2012-2014)
- Club Melilla Baloncesto (2014-2017)
- Amics del Bàsquet Castelló (2017-2020)
- Palencia Baloncesto (2020-2021)
- Covirán Granada (2021-2022)
- HLA Alicante (2022-2024)
- Cáceres Patrimonio de la Humanidad (2024-presente)